# Setosphaeria monoceras
Setosphaeria monoceras är en svampart som beskrevs av Alcorn 1978. Setosphaeria monoceras ingår i släktet Setosphaeria och familjen Pleosporaceae.   Inga underarter finns listade i Catalogue of Life.